# 금성산 (나주시)
금성산(錦城山)은 전라남도 나주시 경현동 및 대호동에 걸쳐 있는 산이다. 해발 451m이며 다보사가 있으며 금성산고성이 있다.